# Santa y Andrés
Santa y Andrés és una pel·lícula dramàtica cubana coproduïda internacionalment el 2016 escrita i dirigida per Carlos Lechuga.
La pel·lícula es va estrenar en la secció Contemporary World Cinema al Festival Internacional de Cinema de Toronto 2016. s va exhibir en els festivals de cinema de Sant Sebastià, Zuric, Chicago, Göteborg,  Miami, Cartagena i Guadalajara, entre d'altres. També es va seleccionar inicialment per a la seva projecció al Festival Internacional del Nou Cinema Llatinoamericà de l'Havana 2016, que en 2014 va atorgar el seu premi "Guió No Produït" al guió de la pel·lícula, però posteriorment va ser exclosa per instigació de l'Instituto Cubano del Arte e Industria Cinematográficos. Després d'haver estat convidada inicialment al Festival de Cinema de l'Havana a Nova York a l'abril de 2017, la pel·lícula va ser relegada a una projecció especial, segons Variety, a causa de la pressió del ICAIC, i després, en senyal de protesta, va ser retirada per Lechuga.

## Sinopsi
En 1983, Cuba, Andrés, un novel·lista gai dissident és posat sota arrest domiciliari per la seva orientació sexual i ideològica. Santa, una pagesa local que treballa en una granja estatal, està assignada a vigilar-lo de prop per tres dies consecutius, evitant que interrompi un esdeveniment polític i atregui l'atenció de periodistes estrangers. Es forma una amistat poc probable entre els dos, ja que tots dos s'adonen que tenen molt en comú.

## Repartiment
- Jorge Abreu
- Lola Amores
- Eduardo Martinez

## Premis
- Premi a la millor actriu (Lola Amores) a la XXIII Mostra de Cinema Llatinoamericà de Catalunya[6]
- Premi de l'audiència al Festival Internacional de Cinema Gai i Lèsbic de Barcelona de 2017[7]
- Premi al millor actor i a la millor actriu al Festival Internacional de Cinema a Guadalajara[8]